# فرانسوا شابلن
فرانسوا شابلن، و هو عازف بيانو فرنسي، ولد في باريس .
بدأ العزف على البيانو في سن السابعة  ودرس البيانو بالإضافة إلى موسيقى الحجرة مع جاكلين روبن حيث حصل على جائزته الأولى في البيانو وموسيقى الحجرة في 1987.
- موزارت ، كونشيرتو  (الرباعية الوترية ونسخة البيانو) - مع الرباعية ديبوسي (نوفمبر 2005،)
- موزارت ، كونشيرتو فرانسوا شابلن، بيانو ; أوركسترا فيكتور هوغو فرانش كومتيه ، دير. جان فرانسوا فيردير (18-19 ) الإيقاع الأصلي لفرانسوا شابلن في الحركة الأولى للكونشيرتو no 24 .